# Centro Comercial Málaga Plaza
El Centro Comercial Málaga Plaza es un centro comercial localizado en la ciudad española de Málaga. 

## Historia y características
El proyecto constructivo se inició en 1990, finalizando en 1993. El centro comercial posee 3 plantas, con 5700 m² y 60 locales, con dos plantas superiores extras del edificio dedicadas al alquiler de oficinas, donde se encuentran instaladas empresas de reconocido prestigio que operan en diversos sectores, como Adidas o Deloitte. El edificio cuenta además con un gran tragaluz que le proporciona iluminación natural, una fuente central ajardinada y una cascada de agua que recorre de forma natural sus tres alturas.
El aparcamiento del Centro Comercial Málaga Plaza cuenta con capacidad para 300 vehículos, está distribuido en 3 sótanos. La entrada y salida de vehículos se realiza por calle Almansa.
Este centro comercial alberga desde 2008 hasta el 27 de enero de 2022 el Fnac Málaga, su tienda ancla y de referencia, que ocupa toda la primera planta. Otros establecimientos en el interior son Burger King, el gimnasio VivaGym, la droguería Primor, TEDi, y diversas tiendas de hostelería y móviles.
Entre 2017 y 2018, se llevó a cabo una remodelación para dotar de más luminosidad al recinto, añadir más vegetación y sustituir los elementos decorativos por nuevos más modernos.

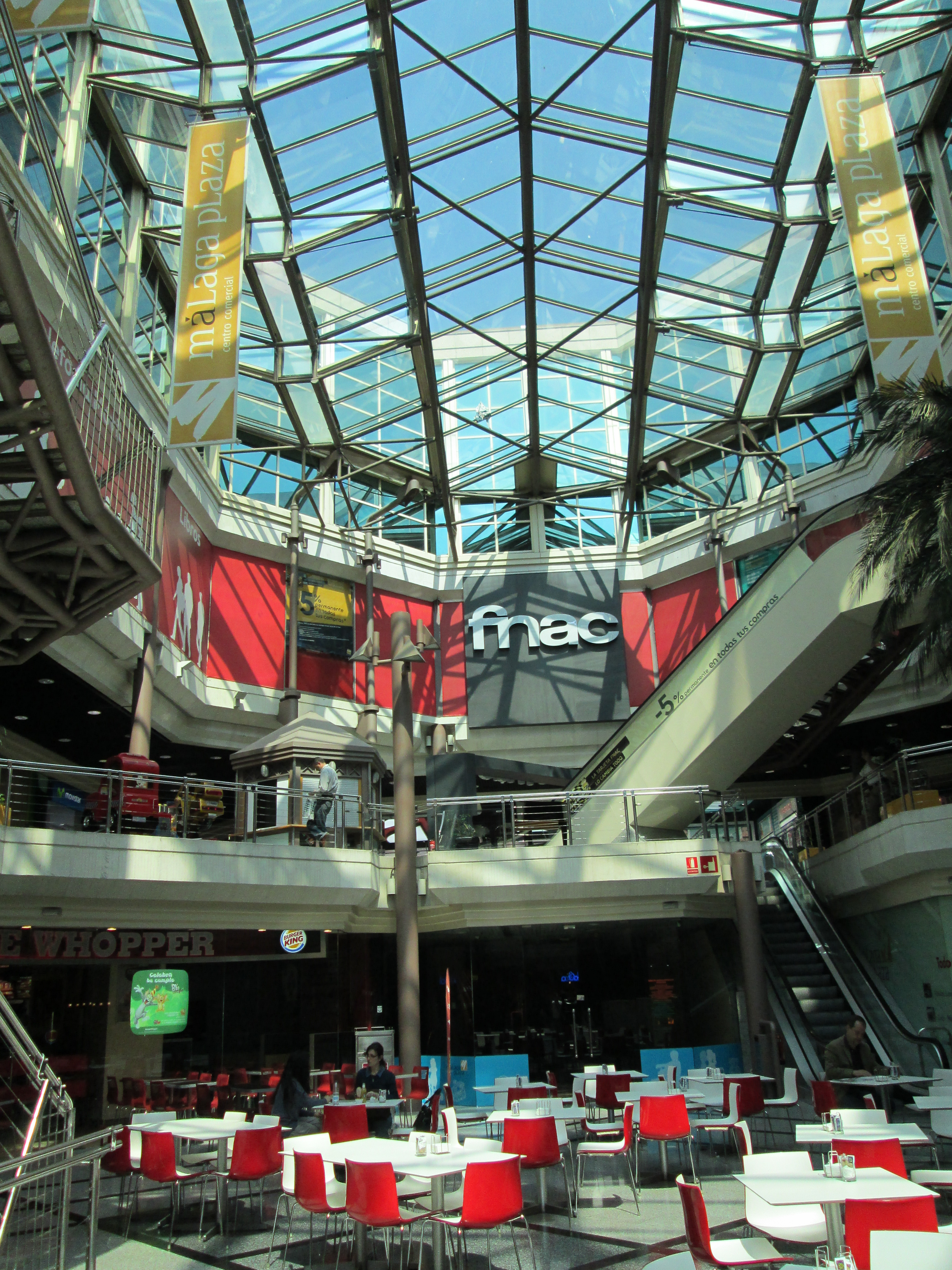
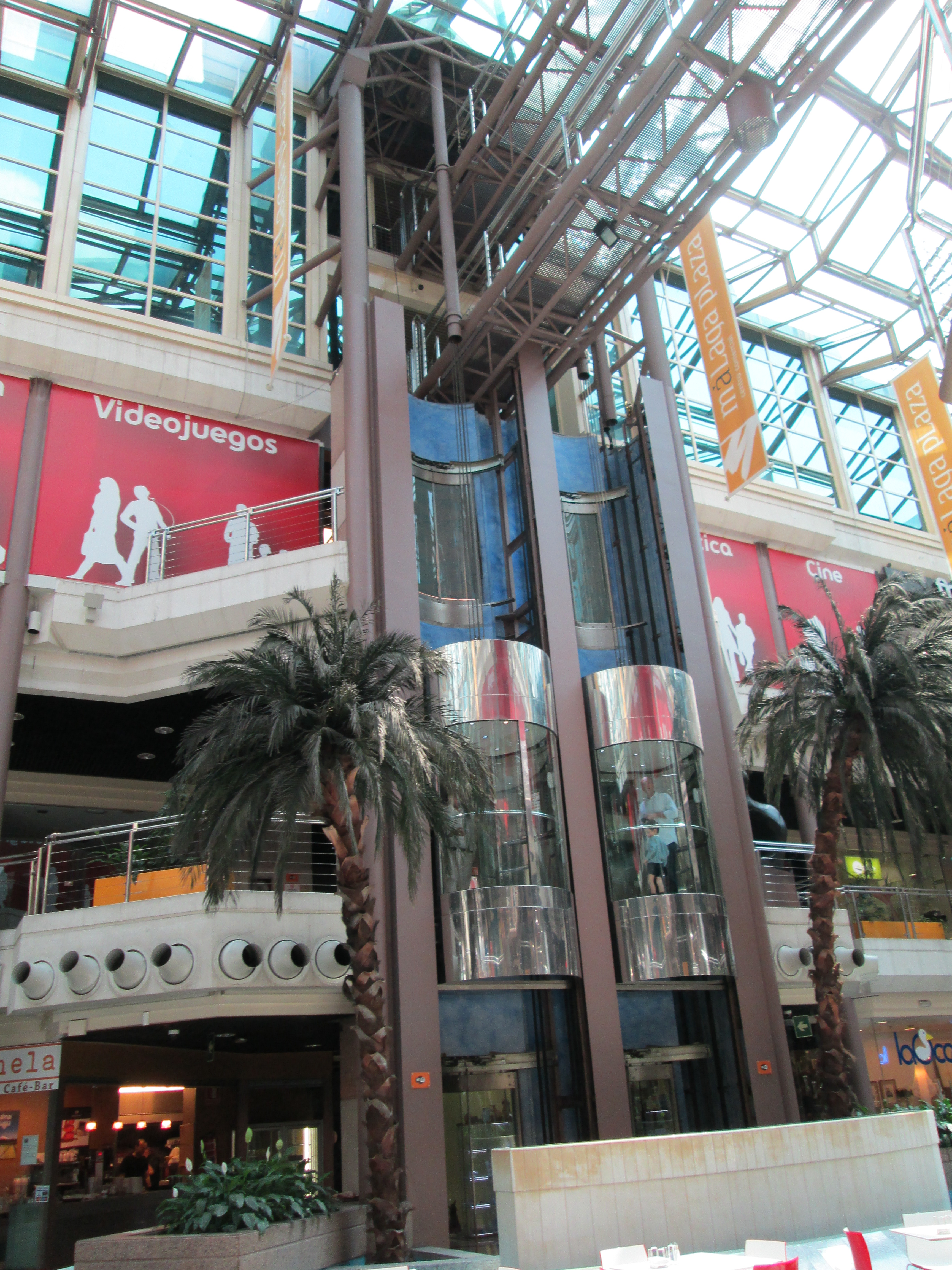
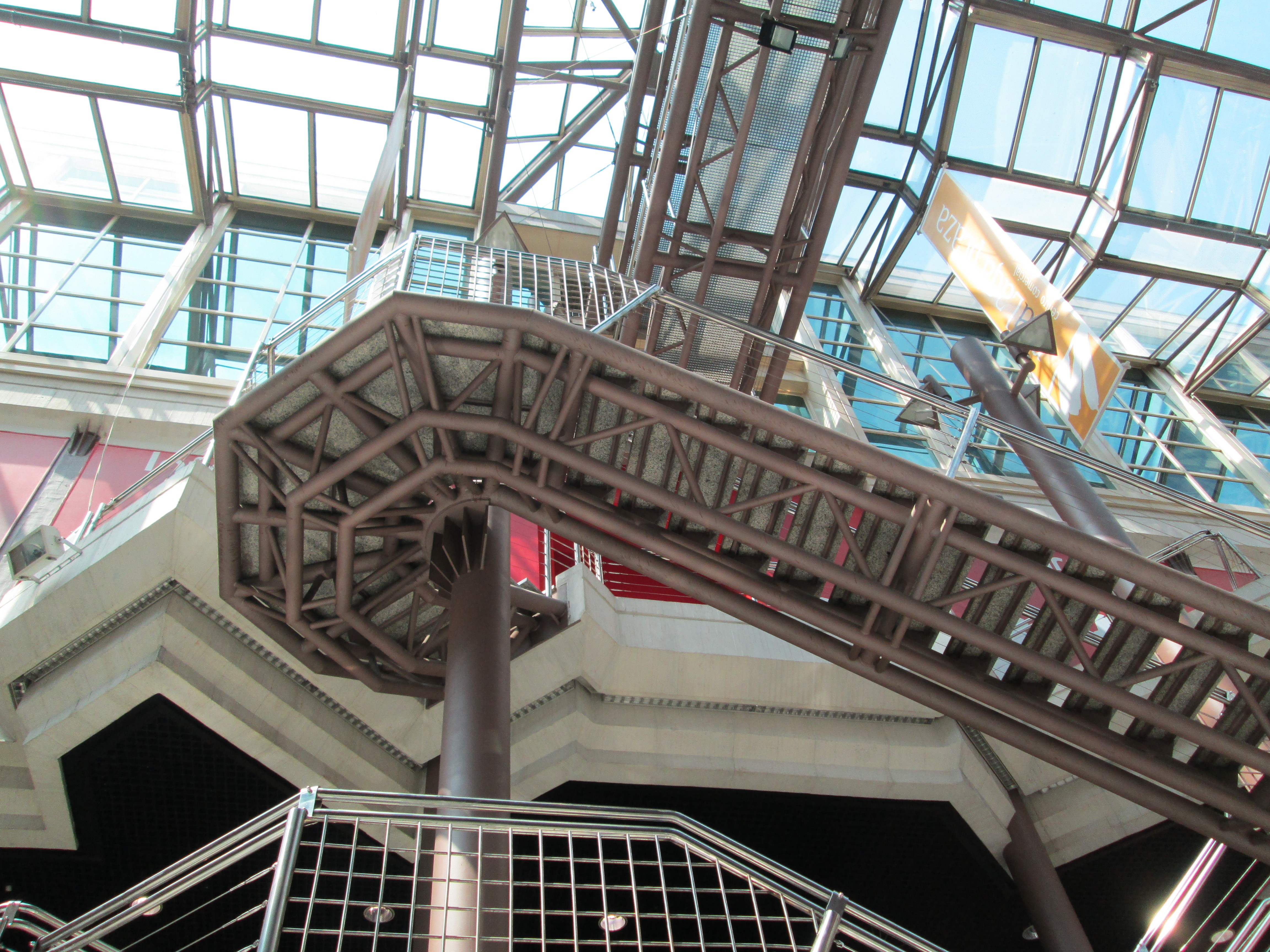
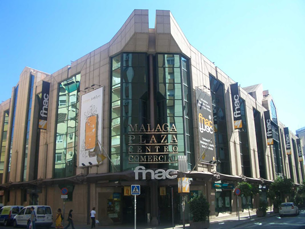